# Cantone di Auch-Sud-Est-Seissan
Il Cantone di Auch-Sud-Est-Seissan era una divisione amministrativa dell'arrondissement di Auch con capoluogo Auch, situato nel dipartimento di Gers e nella regione dei Midi-Pirenei.
A seguito della riforma approvata con decreto del 26 febbraio 2014, che ha avuto attuazione dopo le elezioni dipartimentali del 2015, è stato soppresso.

## Composizione
Il cantone comprendeva una parte di Auch (per l'appunto i quartieri sudorientali) e altri 9 comuni:
- Auterive
- Boucagnères
- Haulies
- Labarthe
- Orbessan
- Ornézan
- Pessan
- Sansan
- Seissan